# Layang Layang Aerospace
Layang Layang Aerospace – malezyjska linia lotnicza z siedzibą w Kota Kinabalu, w prowincji Sabah.